# Alex Oakley
Alex Oakley (eigentlich Alexander Harold Oakley; * 26. April 1926 in St. John’s, Neufundland und Labrador; † 24. Oktober 2010 in Neufundland und Labrador) war ein kanadischer Geher.
Bei den Olympischen Spielen 1956 in Melbourne wurde er im 20-km-Gehen disqualifiziert.
1960 wurde er bei den Olympischen Spielen in Rom Neunter über 20 km und Sechster im 50-km-Gehen.
1963 siegte er bei den Panamerikanischen Spielen in São Paulo über 20 km. Im Jahr darauf erreichte er bei den Olympischen Spielen 1964 in Tokio über 20 km nicht das Ziel und belegte über 50 km den 14. Platz.
Bei den British (Empire and) Commonwealth Games wurde er im 20-Meilen-Gehen 1966 in Kingston Fünfter und 1970 in Edinburgh Neunter.
1972 kam er bei den Olympischen Spielen in München über 50 km auf Rang 21 und 1976 bei den Olympischen Spielen in Montreal über 20 km auf Rang 35.

## Persönliche Bestzeiten
- 20.000 m Gehen: 1:34:11 h, 1962
- 50 km Gehen: 4:26:59 h, 1963